# 井口裕香の超ラジ!Girls
『Voice of A&G Digital 井口裕香の超ラジ!Girls』（いぐちゆかのちょうラジガールズ）は、2008年4月11日から2010年10月1日まで超!A&G+にて放送されていたラジオ番組。

## 概要
メインパーソナリティ
- 井口裕香（愛称：ゆかち）

放送局
- 超!A&G+

放送時間
- 2008年4月11日 - 10月2日

本放送：金曜日 17:00 - 18:00（リピート放送：金曜日 23:30 - 24:30、土曜日 7:00 - 8:00、13:30 - 14:30）
- 2008年10月9日 - 2009年4月3日

本放送：金曜日 17:00 - 18:00（リピート放送：土曜日 7:00 - 8:00、日曜日 17:00 - 18:00）
- 2009年4月10日 - 2010年10月1日

本放送：金曜日 18:00 - 19:00（リピート放送：金曜日 25:00 - 26:00、日曜日 8:00 - 9:00、月曜日 8:00 - 9:00、13:00 - 14:00）
特色
金曜日の井口と水曜日の三瓶由布子、及び「広橋涼の超ラジ!」では、既存のジングルと併用する形で、独自のジングルを制作し、放送している。

## コーナー
メールテーマ
毎回、テーマを決めてメールを募集していく。
IGUDASU（ - 2010年09月24日）
多種多彩な言葉を1つだけ取り上げ、その意味をリスナーから募集し、井口裕香的用語辞典『イグダス』を完成させていくコーナー。
ゆかちの学級会（2009年5月8日 - 2010年09月24日）
コーナーを「学級会」に見立て、毎回一つの「議題」について井口が学級会を進めていく。
（今週のもこたん情報）
フリートークのコーナーの中で不定期で、井口裕香の大親友である「もこたん」こと、阿澄佳奈との食事や遊んだ時の話をする。
Newsコーナー
世界各地で起こった面白ニュースをリスナーから募集し、海外に行った事が無い井口が井口クリステルに扮して紹介していく。
ガールズ時代劇チャンネル
時代劇ファンの井口が時代劇の魅力をリスナーに伝えるコーナー。
毎回、何かしらの時代劇作品をとりあげ、その名場面を井口が1人で何役も兼ねて再現していく。番外編として「ガールズ刑事ドラマチャンネル」が放送される回もある。
フライデー・無人島トラベル
「電気・ガス・水道完備の無人島に1年間の滞在するとき、持っていける私物は3つだけになったら何を持っていくか」をリスナーから募集するコーナー。
おまけでCDを1枚だけ持っていくとしたらどのCDを持っていくか、という募集も行われている。
井口裕香プレゼンツ!第1回たくわん選手権
第38回のみ実施。漬け物好きの井口裕香が「ご飯にベストマッチな”たくわん”を選ぶ」企画。
ちなみにこのコーナーを実施したのは、第38回の生放送より先に収録した第39回分でうっかり「このような事をした」と喋ってしまったのが原因。

## ゲスト
- #19（2008年8月15日） - 鷲崎健（公開生放送への飛び入り）
- #20（2008年8月22日） - 阿澄佳奈
- #25（2008年9月26日） - 中山信宏（ジェネオン・ユニバーサル・エンターテイメントジャパン）
- #35（2008年12月5日） - 鷲崎健
- #42（2009年1月23日） - 阿部敦
- #55（2009年4月24日） - sphere（スフィア）（寿美菜子、高垣彩陽）
- #67（2009年7月17日） - 伊瀬茉莉也
- #77（2009年9月25日） - 高橋美佳子（予告なしの飛び入り）
- #92（2010年1月8日） - 阿澄佳奈
- #98（2010年2月19日） - 浅沼晋太郎、白石涼子
- #102（2010年3月19日） - 喜多村英梨
- #109（2010年5月7日） - 鷲崎健
- #115（2010年6月18日） - 三瓶由布子
- #116（2010年6月25日） - 中山信宏（ジェネオン・ユニバーサル・エンターテイメントジャパン）
- #118（2010年7月9日） - ゲッターズ飯田
- #119（2010年7月16日） - POARO（伊福部崇、鷲崎健）
- #125（2010年8月27日） - 儀武ゆう子

## 番組のエピソード
- 第14回（2008年7月11日）はちょうど井口の誕生日と重なり、番組中超ラジ!Girlsの各パーソナリティ（豊崎愛生、伊藤かな恵、三瓶由布子、明坂聡美）とプライベートでも交流のある阿澄佳奈から誕生日を祝うメッセージが送られた。
- 番組中、宣言をしては実行に移せないことが多い。番組内で阿澄佳奈をゲストに呼びたいと何度も発言していたがなかなか呼べず、火曜日の伊藤かな恵に先を越されてしまった。
- 超ラジ!Girlsパーソナリティの交流を図るため、フットサルやバレーボールを行いたいと発言するも実現できていない。その後、井口の提案により特製ノートを使って各パーソナリティとの意見交換の場として活用している。
- 破天荒な発言が飛び出すせいか、毎回のように構成作家のツッコミが入る。また、現場入りした鷲崎健によく相槌や意見を求める一方、サービス精神旺盛なリアクションに気を取られて話があさっての方向になることも。
- 年始の第39回（2009年1月2日）は収録になったため、第37回（2008年12月19日）の直前に収録された。収録順とすれば39回→37回→38回となったが、第39回で「第38回分を聞き逃してしまいました。どんな放送内容だったか　教えてください。」というメールに対して、『たくわん食べた』『たくわん選手権とかやった』など適当なことを言い、また別のメールに対しても「ちょろぎも食べました」と言った為、実際に第38回ではたくわんやちょろぎが用意され、【井口裕香プレゼンツ! 第1回たくわん選手権】が開催された。また第37回放送の最後で募集した、38回分のメールテーマも『ご飯のおかずは何が好き?』となっていた。
- 放送1周年となった第53回（2009年4月10日）で井口が番組内でファンだと言い続けていた清水邦広から番組あてにお祝いのサイン色紙が送られた。
- 第56回（2009年5月1日）にて、ゴールデンウィークによる渋滞の影響で、“放送開始の時間にも関わらずパーソナリティの井口が不在”というハプニングが起きた。冒頭でスタッフが現状を説明、井口も電話を通じて状況を伝え、井口がスタジオに到着まで音楽を流す対応がとられた。その後、本来より20分遅れで番組が開始されると、井口はリスナー、スタッフ、関係者などに謝罪した。その後の放送はレギュラーコーナーが省略されたものの無事に進められ、井口は番組を進行するとともにエンディングまで度々反省と謝罪の弁を述べた。
- 第93回（2010年1月15日）のオープニングで「よろしくおつきあいください」を「よろつき、おつきあいください」と噛んでしまったが、以降の放送からは敢えて「19時までの1時間、よろつき！」と言うようになり、「よろつき」が定着した。
- 第106回（2010年4月16日）の「喜多村英梨の超ラジ!」の番宣CM明け直後、「IGUDAS」のタイトルコール直前に井口が「つばさらば〜い」と発言。「えりゆか」としてユニットを組んでいる喜多村英梨の影響を受けた形となった。
- 第125回（2010年8月27日）はゲストである儀武ゆう子との掛け合いトークで盛り上がりすぎて、テーマメールを全然読めず、翌週へスライドする事態となった。
- 第126回（2010年9月3日）は第125回に募集するはずだったテーマメールを紹介していたが、生放送中に特製かき氷を食べて、リスナーを笑わせた。
- 第127回（2010年9月10日）放送分番組エンディングにて「10月1日をもって番組を終了することになりました。」と告知された。しかし、当日の放送はフリートークから度々お仕事情報のお知らせを交えたトークで盛り上がっていた。
- 第128回（2010年9月17日）放送分の中で、番組内で過去度々登場していたロシアンプチシューに再々度挑戦し、見事に当たりを引かずに完食した。
- 第129回（2010年9月24日）放送分は番組最後の公開生放送を1階のサテライトプラスにて行ない、当日の観客数はサテライトスタジオ始まって以来の最高観客数の記録を更新した。また、当日の公開生放送前に番組特製のTシャツが金曜日分が完売した。
- 最終回である第130回（2010年10月1日）放送分のエンディングでいきなり「実は10月4日から新しい番組のパーソナリティを担当させていただくことになりました。その番組とは「井口裕香のむ〜〜〜ん⊂（　＾ω＾）⊃」です。第1回は今度の月曜日夜10時からの動画つき生放送です。」と、動画つきの生放送新番組への新たな意気込みを語っていた。最後に構成作家である長濱貴一から花束が渡された。

## 関連番組
井口裕香の超ラジ!Girls広報部
超ラジ!Girlsの本放送に先駆け、2008年4月5日から5月3日まで『A&G 超RADIO SHOW〜アニスパ!〜』内で放送されていたミニコーナー。
内容は井口裕香が番組広報となり、リスナーから「超ラジ!Girls」のラジオCMのアイディアを募集して、テスト放送した。最優秀作は、実際に超!A&G+で放送された。
井口裕香の超ラジ!Girls おとなチャレンジ
2009年2月7日から2月28日まで『A&G 超RADIO SHOW〜アニスパ!〜』内で放送されていたミニコーナー。
二十歳の乙女井口裕香がすてきな大人を目指すべく大人の常識問題にチャレンジしていく。チャレンジに失敗したら超ラジGirls本編の方で罰ゲームが行われた。